# Harajuku girl

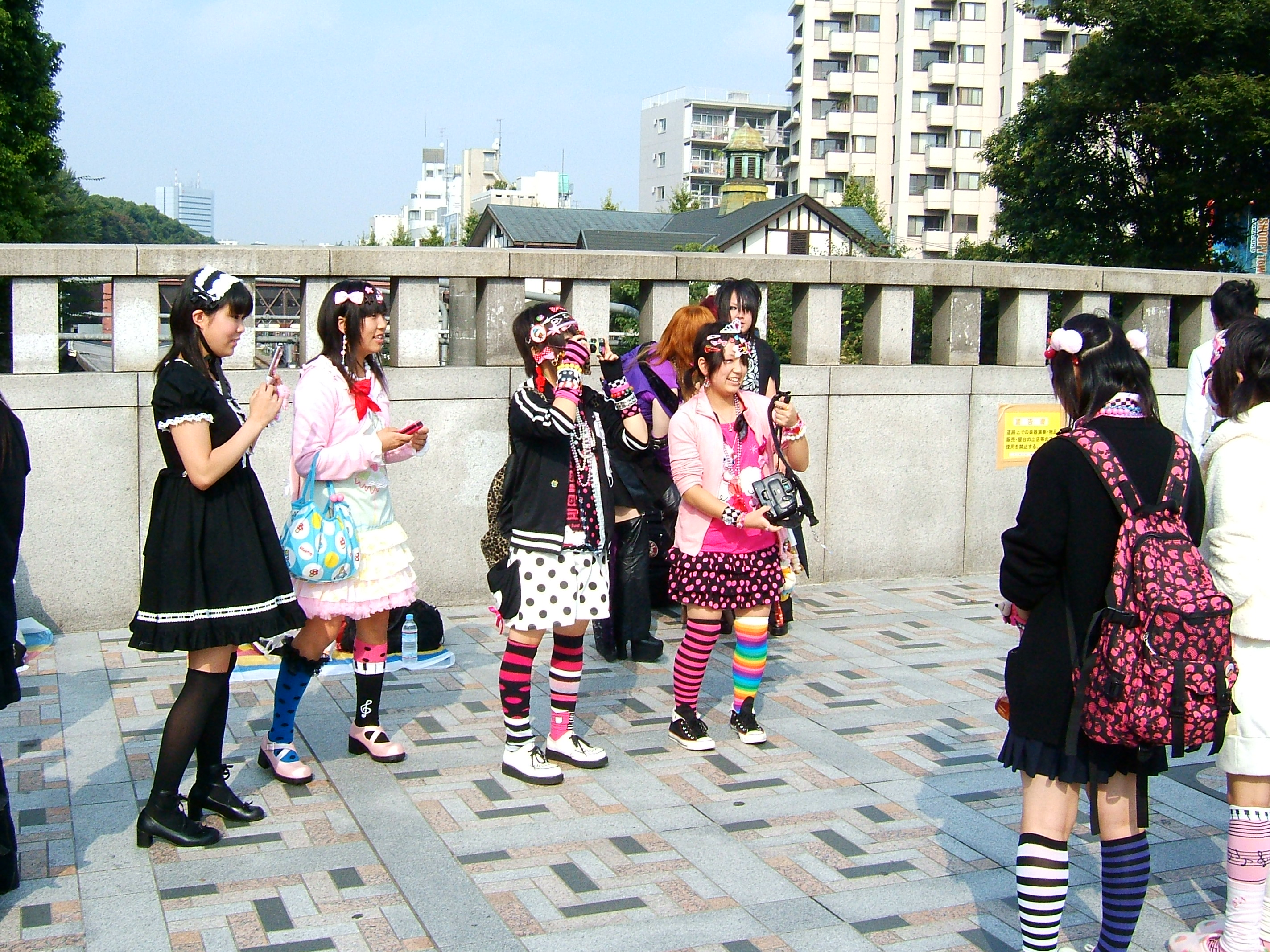
Harajuku girls nei dintorni della stazione Harajuku, Tokyo

Il fenomeno subculturale delle Harajuku girl (原宿ガール?, Harajuku gāru) riguarda una categoria di ragazze perlopiù adolescenti, la cui caratteristica principale consiste in un abbigliamento appariscente ricavato da numerosi stili differenti. Prende il nome dall'omonimo quartiere Harajuku di Tokyo, al quale era originariamente associato. Il fenomeno ha cominciato a diffondersi in Giappone nel 1997, diventando col tempo una tendenza intercontinentale, oltre che un'attrazione per chi visita il Paese nipponico.

## Caratteristiche
Pur essendo una moda che interessa sia maschi che femmine, le più famose rappresentanti sono le ragazze, le quali hanno acquisito notorietà soprattutto grazie all'omonima canzone della cantante Gwen Stefani, contenuta nell'album di debutto dell'artista statunitense Love. Angel. Music. Baby. Inoltre questa moda ha ispirato anche il nome del gruppo delle quattro ballerine giapponesi, che nel 2004 accompagnò la stessa artista nei video musicali e nel tour Harajuku Lovers Tour.
La moda consiste nell'indossare contemporaneamente modelli nipponici più tradizionali quali ad esempio antichi kimono, fuku alla marinara, abiti da samurai o da geisha insieme a capi firmati, possibilmente vistosi. Oltre a questo abbigliamento vi è la tendenza di associare ad esso elementi in pelle, catene, borchie, pizzi, seta e trucco molto vistoso. Questa stravagante associazione di stili ha avuto successo anche in Occidente, ispirando lo stile metropolitano che ha invaso i negozi statunitensi, dando vita addirittura ad una catena di negozi dedicata a loro, nota col nome di Harajuku Lovers.